# Karin Kortmann

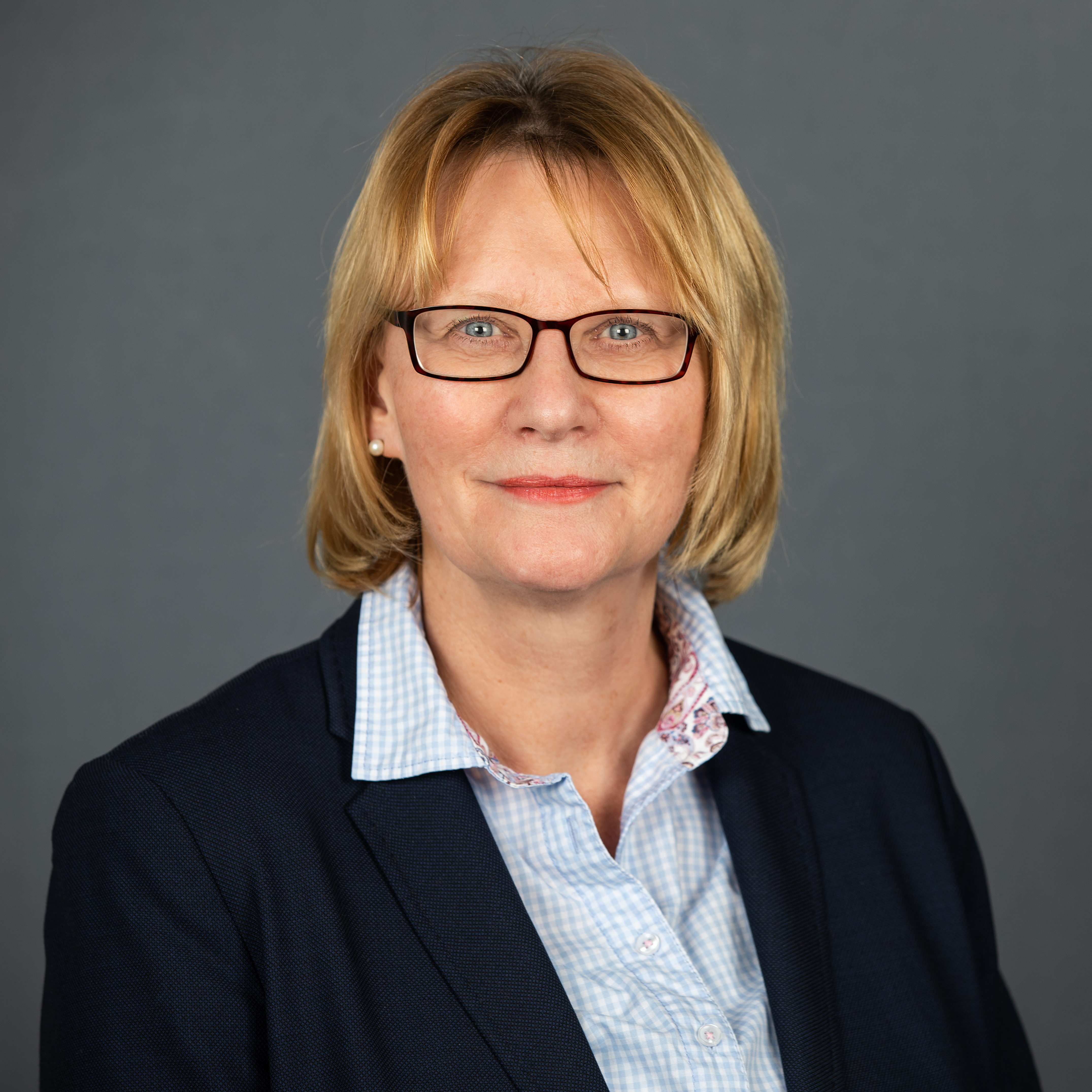
Karin Kortmann 2020

Karin Kortmann (* 23. Juni 1959 in Daun) ist eine deutsche Politikerin (SPD). Sie war von 2005 bis 2009 parlamentarische Staatssekretärin bei der Bundesministerin für wirtschaftliche Zusammenarbeit und Entwicklung.

## Leben und Beruf
Nach der Fachhochschulreife 1980 absolvierte Karin Kortmann ein Studium der Sozialpädagogik an der (Römisch-)Katholischen Fachhochschule Mainz, das sie 1984 als Diplom-Sozialpädagogin (FH) beendete. Anschließend leitete sie von 1985 bis 1988 die Fachstelle für Arbeiterjugendliche des Römisch-katholischen Bistums Limburg. Von 1988 bis 1991 war sie hauptamtliche Diözesanvorsitzende des Bundes der Deutschen Katholischen Jugend (BDKJ) im Bistum Limburg und von 1990 bis 1997 hauptamtliche BDKJ-Bundesvorsitzende mit Sitz in Düsseldorf. Seit 2011 war sie hauptamtliche Stellvertretende Generalsekretärin von CARE Deutschland-Luxemburg. In ihrer Zeit bei CARE wurde sie als mögliches Vorstandsmitglied der Deutschen Gesellschaft für Internationale Zusammenarbeit gehandelt. Seit dem November 2012 ist sie bei ebendieser beschäftigt, jedoch nicht als Vorstandsmitglied.
Karin Kortmann ist verheiratet mit Hans Hobelsberger, dem Rektor der Katholischen Hochschule Nordrhein-Westfalen und hat zwei Kinder.

## Partei
Seit 1982 ist sie Mitglied der SPD. Von 2005 bis 2006 war sie Mitglied im Landesvorstand der SPD in Nordrhein-Westfalen.
Von 2003 bis 2005 gehörte sie dem Vorstand der SPD Düsseldorf an. Am 24. März 2007 wurde sie zur Vorsitzenden des SPD-Unterbezirks Düsseldorf gewählt. Sie ist stellvertretende Vorsitzende des „Forums Eine Welt“ des SPD-Parteivorstands und Arbeitsgruppenleiterin des „Forums Eine Welt“ der SPD in Nordrhein-Westfalen. Von 1995 bis 1997 war sie Mitglied der Alterssicherungskommission des SPD-Parteivorstandes und von 1991 bis 1997 Mitglied der Jugendpolitischen Kommission des SPD-Parteivorstandes.

## Abgeordnete
Von 1998 bis 2009 war Karin Kortmann Mitglied des Deutschen Bundestages. Für die SPD-Bundestagsfraktion war sie von 1999 bis 2002 Sprecherin in der Enquete-Kommission „Zukunft des Bürgerschaftlichen Engagements“ und von 2002 bis 2005 für „Wirtschaftliche Zusammenarbeit und Entwicklung“. Zudem gehörte sie dem Fraktionsvorstand an.
Karin Kortmann ist 1998 über die Landesliste und seit 2002 als direkt gewählte Abgeordnete des Wahlkreises Düsseldorf II in den Bundestag eingezogen. Bei der Bundestagswahl 2005 erreichte sie hier 45,9 % der Erststimmen. Bei der Bundestagswahl 2009 scheiterte sie mit ihrer Direkt- und mit ihrer Listenkandidatur und gehört dem 17. Deutschen Bundestag nicht mehr an.

## Öffentliche Ämter
Am 22. November 2005 wurde sie als parlamentarische Staatssekretärin bei der Bundesministerin für wirtschaftliche Zusammenarbeit und Entwicklung in die von Bundeskanzlerin Angela Merkel geführte Bundesregierung (Kabinett Merkel I) berufen. Nach der Bundestagswahl 2009 und dem folgenden Regierungswechsel schied Kortmann im Oktober 2009 aus dem Amt.
Nach dem Tod des bisherigen Düsseldorfer Oberbürgermeisters Joachim Erwin kündigte sie am 5. Juni 2008 ihre Kandidatur für die anstehende Wahl zu dessen Amtsnachfolger an. Am 21. Juni wurde sie von SPD und Bündnis 90/Die Grünen zur gemeinsamen Kandidatin nominiert. Bei der Wahl des neuen Oberbürgermeisters am 31. August 2008 unterlag sie allerdings ihrem Gegenkandidaten Dirk Elbers mit 35,7 zu 59,7 Prozent.
Am 20. November 2009 wurde Karin Kortmann zur Vizepräsidentin des Zentralkomitees der deutschen Katholiken (ZdK) gewählt, dem sie als gewählte Einzelpersönlichkeit angehört. Im November 2021 trat sie zur Wiederwahl der als Vizepräsidentin nicht mehr an. Sie arbeitet in diversen entwicklungspolitischen Organisationen mit. Seit Januar 2015 ist sie Kuratoriumsmitglied der deutschen Nichtregierungsorganisation Don Bosco Mondo e. V.

## Auszeichnungen
- 2012: Walter-und-Marianne-Dirks-Preis[15]